# Marie-Pie de Bourbon-Siciles
Maria Pia de Bourbon, née à Cannes le 12 août 1878 et morte à Mandelieu-la-Napoule le 20 juin 1973, qui porte les titres de courtoisie de princesse des Deux-Siciles, puis de princesse d'Orléans et Bragance à la suite de son mariage avec Louis d'Orléans et Bragance, est une des nièces du dernier roi des Deux-Siciles (François II).

## Biographie
Elle est la sixième enfant d'Alphonse de Bourbon (1841-1934), prince royal des Deux-Siciles et comte de Caserte (prétendant au trône des Deux-Siciles de 1894 à 1934), et de son épouse et cousine germaine Marie-Antoinette de Bourbon (1851-1938), princesse des Deux-Siciles,.

## Mariage et descendance
Le 4 novembre 1908, en l'église Notre-Dame-de-Bon-Voyage de Cannes, elle se marie avec un cousin issu de germains, Louis d'Orléans et Bragance (1878-1920), qui est un des petits-fils du dernier empereur du Brésil (Pierre II) et avec qui elle a trois enfants, :
- Pierre Henri Alphonse Philippe Gaston d'Orléans et Bragance (13 septembre 1909 - 5 juillet 1981), marié en 1937, avec la princesse royale Marie Élisabeth Françoise Josèphe Thérèse de Bavière (9 septembre 1914 - 13 mai 2011), postérité ;
- Louis Gaston Antoine Marie Philippe d'Orléans et Bragance (19 février 1911 - 8 septembre 1931)
- Pia Marie Amélie Isabelle Antoinette d'Orléans et Bragance (4 mars 1913 - 24 octobre 2000), mariée en 1948, avec René Marie Nicolas de Nicolaÿ (17 janvier 1910 - 25 novembre 1954), postérité.

## Titulature et décorations

### Titulature
- 12 août 1878 — 4 novembre 1908 : Son Altesse Royale la princesse Marie-Pie de Bourbon, princesse des Deux-Siciles
- 4 novembre 1908 — 26 avril 1909 : Son Altesse Impériale la princesse impériale de Brésil, princesse des Deux-Siciles
- 26 avril 1909 — 20 juin 1973 : Son Altesse Impériale et Royale la princesse impériale de Brésil, princesse d'Orléans-Bragance, princesse des Deux-Siciles

### Décorations
- Dame de justice de l'ordre sacré et militaire constantinien de Saint-Georges (maison de Bourbon-Siciles)[5]
- Dame de première classe de l’ordre de Sainte-Élisabeth (royaume de Bavière)[5]